# ویلمات (ویسکانسین)
ویلمات (به انگلیسی: Wilmot) یک منطقهٔ مسکونی در ایالات متحده آمریکا است که در شهرستان کنوشا، ویسکانسین واقع شده‌است. ویلمات ۴۴۲ نفر جمعیت دارد و ۲۲۷٫۹۹ متر بالاتر از سطح دریا واقع شده‌است.